# Alberic II d'Utrecht
Alberic II d'Utrecht o Alfric fou bisbe d'Utrecht als voltants del 835 al 845. Alberic era el germà del seu predecessor Frederic d'Utrecht. Sota el mandat de Frederic, va actuar com canonge de la catedral de Sant Martí d'Utrech. No se sap res sobre la seva administració bisbal. Va ser enterrat a l'església de Sant Salvador d'Utrecht. El seu epitafi està conservat.